# Turbinaria reniformis
Turbinaria reniformis är en korallart som beskrevs av Bernard 1896. Turbinaria reniformis ingår i släktet Turbinaria och familjen Dendrophylliidae. IUCN kategoriserar arten globalt som sårbar. Inga underarter finns listade i Catalogue of Life.